# کارا دو وو
بارون کارا دو وو (به فرانسوی: Carra de Vaux) (زاده ۱۸۶۷ – مرگ ۱۹۵۳) از خاورشناسان فرانسوی علاقه‌مند به فرهنگ اسلامی و ایرانی است.

## پژوهش‌ها
وی دربارهٔ شخصیت‌های ایرانی از جمله ابن سینا و غزالی پژوهش‌ها و کتاب‌هایی دارد. کتاب ابن سینای وی که توسط عادل زعیتر به عربی ترجمه شده و در سال ۱۹۰۰م نوشته شده در تهران چاپ شده است. «۵ متفکر اسلامی» مشهورترین اثر اوست.

## تألیف‌ها
Carra de Vaux, Bernard, baron, 1867-: Avicenne (in French) (Gutenberg ebook)
Carra de Vaux, Bernard, baron, 1867-: Avicenne / par le Bon. Carra de Vaux. (Paris: F. Alcan, 1900) (page images at HathiTrust; US access only)
Carra de Vaux, Bernard, baron, 1867-: La langue étrusque; sa place parmi les langues. Étude de quelques textes, par B. Carra de Vaux. (Paris, H. Champion, 1911) (page
images at HathiTrust; US access only)
Carra de Vaux, Bernard, baron, b. ۱۸۶۷: Études d'histoire orientale. Le mahométisme; le génie sémitique et le génie aryen dans l'Islam, par le baron Carra de Vaux.
(Paris, H. Champion, 1897) (page images at HathiTrust; US access only)
Carra de Vaux, Bernard, baron, b. ۱۸۶۷: Istrumenti di regno de'pontefici re, con documenti posteriormente publicati dal segretario particolare del principe Napoleone.
(Firenze, 1863) (page images at HathiTrust)
Carra de Vaux, Bernard, baron, b. ۱۸۶۷: La doctrine de l'Islam, par Carra de Vaux. (Paris, G. Beauchesne, 1909) (page images at HathiTrust; US access only)
Carra de Vaux, Bernard, baron, b. ۱۸۶۷: Le mahométisme; le génie sémitique et le génie aryen dans l'Islam, par le baron Carra de Vaux. (Paris, H. Champion, 1897) (page images at HathiTrust; US access only)
Carra de Vaux, Bernard, baron, b. ۱۸۶۷: Rose e spine del pontificato romano; curiosi ed interessanti dettagli. (Firenze, Tip. Garibaldi, 1861) (page images at HathiTrust)
- «ابن سینا» Avicenne، سال ۱۹۰۰ م. مترجم عادل زعیتر.
- «الغزالی» Gazali، سال ۱۹۰۲ م. ترجمه عادل زعیتر (عبدالرحمن البدوی این ترجمه را بسیار بد توصیف می‌کند «فی غایة السقم وسوء الفهم»)
- «عقیدة الإسلام» La doctrine de l'Islam، سال ۱۹۰۹ م.
- «مفکروا الإسلام» Les penseurs de l'Islam، در ۵ جلد. سال ۱۹۲۱–۱۹۲۶ م. مترجم به عربی عادل زعیتر و به فارسی احمد آرام.
- مقالاتی در مجلة «حولیات الفلسفة المسیحیة»، و «المجلة الآسیویة».